# Justyn Warner
Justyn Warner (Toronto, 28 juni 1987) is een Canadees sprinter die zich heeft gespecialiseerd in de 100 m en de 200 m. Hij nam eenmaal deel aan de Olympische Spelen.

## Loopbaan
Zijn eerste internationale succes boekte Warner in 2005 door zilver te winnen bij de Pan-Amerikaanse jeugdkampioenschappen. Op de 100 m finishte hij in 10,26 s, dat tevens een verbetering van het Canadese jeugdrecord betekende. Op de 4 × 100 m estafette won hij eveneens een zilveren medaille. Een jaar later won hij bij de wereldjeugdkampioenschappen in Peking zilver op de 100 m. Met een tijd van 10,39 s eindigde hij achter de Brit Harry Aikines-Aryeetey (goud; 10,37) en voor de Jamaicaan Yohan Blake (brons; 10,42).
In 2012 maakte Warner zijn olympisch debuut. Op de Olympische Spelen van Londen kwam hij uit op de 100 m en de 4 × 100 m estafette. Op de 100 m werd hij in de halve finale uitgeschakeld met een tijd van 10,09. Op de 4 × 100 m estafette plaatste hij zich met zijn teamgenoten Gavin Smellie, Oluseyi Smith en Jared Connaughton voor de finale door 38,05 te lopen. In de finale finishte de Canadese ploeg als derde, maar werd later gediskwalificeerd door een baanfout. Op de wereldkampioenschappen van 2013 in Moskou won hij op de 4 × 100 m estafette een bronzen medaille.
Zijn broer Ian Warner is eveneens een olympisch atleet.

## Persoonlijke records
Outdoor
| Onderdeel | Prestatie          | Datum           | Plaats  |
| --------- | ------------------ | --------------- | ------- |
| 100 m     | 10,09 s (+1,5 m/s) | 4 augustus 2012 | Londen  |
| 200 m     | 20,95 s (+0,8 m/s) | 12 juni 2011    | Toronto |

Indoor
| Onderdeel | Prestatie | Datum            | Plaats     |
| --------- | --------- | ---------------- | ---------- |
| 50 m      | 5,77 s    | 2 februari 2012  | Saskatoon  |
| 60 m      | 6,57 s    | 21 februari 2015 | Birmingham |

## Palmares

### 100 m
- 2005:  Pan-Amerikaanse jeugdkamp. - 10,26 s
- 2006:  WK U20 - 10,39 s
- 2011: 8e in series WK - 10,47 s
- 2012: 4e in series OS - 10,09 s

### 4 x 100 m
- 2005:  Pan-Amerikaanse jeugdkamp. - 40,25 s
- 2012: DQ OS (38,05)
- 2013:  WK - 37,92 s
- 2015:  WK - 38,13 s